# دانیل دسانتو
دانیل دسانتو (انگلیسی: Daniel DeSanto؛ زادهٔ ۳ اکتبر ۱۹۸۰) یک هنرپیشه اهل کانادا است.